# بيت الشرقي (بني العوام)

تعديل مصدري - تعديل

بيت الشرقي هي إحدى قرى عزلة جبل نمر بمديرية بني العوام التابعة لمحافظة حجة، بلغ تعداد سكانها 152 نسمة حسب تعداد اليمن لعام 2004.